# ارکیده اسپرکی سفید
ارکیده اسپرکی سفید (نام علمی: Microtis alba) نام یک گونه از سرده ارکیده‌های پیازی است.